# 富源路街道
富源路街道，是中华人民共和国四川省遂宁市船山区下辖的一个乡镇级行政单位。

## 行政区划
富源路街道下辖以下地区：
段家店社区、开善东路中段社区、南师路社区、开善寺社区、二郎庙社区、楠木社区和金梅社区。